# Marco finlandese
Il marco finlandese o markka (pl. markat) è stato la valuta ufficiale usata in Finlandia dal 1860 fino al 2002, quando è stato sostituito dall'euro.
Il marco finlandese era diviso in 100 penni (pl. pennit).

## Nome
Il nome "markka" trae origine da un'unità di peso medioevale. Sia "markka" che "penni" sono parole basate sulla stessa radice delle tedesche "Mark" e "Pfennig".

## Storia
Il marco venne introdotto nel 1860 con il valore di un quarto del rublo russo. Nel 1865 il corso del marco finlandese venne legato all'argento, staccandosi dal rublo. Dal 1878 il corso venne legato all'oro, rendendolo di pari valore al franco francese. Nel 1915 il corso venne scollegato dalle valute pregiate. Con la conquista dell'indipendenza da parte della Finlandia, nel 1917, vennero rimosse dalle monete e dalle banconote le scritte in russo e il marco venne reintrodotto come valuta supportata dall'oro dal 1926.
Il gold standard venne abolito nel 1940, e il marco soffrì una pesante inflazione durante la guerra d'inverno. Nel 1963 il markka fu sostituito dal nuovo markka, equivalente a 100 delle vecchie unità. Durante i 140 anni di storia del marco finlandese, sono state coniate 28 monete denominate marchi. I soggetti rappresentati sono cambiati durante gli anni, ma erano tutti tipicamente finnici.
Il 1º gennaio 1999 entrò in vigore l'Euro, il cui tasso di cambio irrevocabile con il marco era stato fissato il giorno precedente in 5,94573 marchi finlandesi per un euro. Da quel momento il marco rimase in vigore solo come espressione non decimale dell'euro, anche se monete e banconote continuavano ad essere denominate in marchi. Per tutte le forme di pagamento "non-fisiche" (trasferimenti elettronici, titoli, ecc.), invece, da quella data si adottò solo l'euro. Il 1º gennaio 2002, con l'entrata in circolazione delle monete e banconote in euro, si aprì una fase di doppia circolazione, durata fino al 28 febbraio 2002. Le vecchie monete e banconote potevano essere cambiate fino al 29 febbraio 2012.

## Banconote
Le banconote in circolazione avevano un valore nominale di 10, 20, 50, 100, 500 e 1000 marchi. 
| Fronte | Retro | Valore      | Immagine         |
| ------ | ----- | ----------- | ---------------- |
|        |       | 10 marchi   | Paavo Nurmi      |
|        |       | 20 marchi   | Väinö Linna      |
|        |       | 50 marchi   | Alvar Aalto      |
|        |       | 100 marchi  | Jean Sibelius    |
|        |       | 500 marchi  | Elias Lönnrot    |
|        |       | 1000 marchi | Anders Chydenius |